# École centrale (Révolution française)
Pour les articles homonymes, voir École centrale.
Les écoles centrales sont des établissements d'enseignement public établis en 1795, pendant la Première république, en remplacement des collèges des facultés des arts des anciennes universités.  Elles furent supprimées en 1802.
Les écoles centrales ont été conçues par le Comité d'instruction publique. Au sein du comité, les principaux instigateurs de ces écoles sont Joseph Lakanal et Pierre Daunou mais le nom est proposé par Jean Henri Bancal des Issarts. 
« Aussi le Gouvernement républicain s’engagea-t-il dans une politique de formation visant à remplacer les collèges d’Ancien Régime par des établissements qui donneraient un enseignement scientifique, dont la physique expérimentale et la chimie, inscrit dans les programmes et assuré par des professeurs ayant un statut officiel. Il créa donc les « Écoles Centrales », certes éphémères, mais qui n’en marquèrent pas moins une rupture avec le système éducatif qui avait prédominé jusque-là. »

## Le décret du 7 ventôse an III
Les écoles centrales sont les écoles intermédiaires prévues dans le plan de Condorcet pour l'instruction publique. Le plan général d'instruction présenté par Condorcet est présenté le 30 janvier 1792 avec le projet de décret devant le Comité d'instruction publique. Le rapport et le projet de décret sont lus devant l'Assemblée les 20 et 21 avril 1792. Il prévoit cinq degrés d'instruction :
- les écoles primaires ;
- les écoles secondaires (écoles primaires supérieures) ;
- les instituts (collèges) ;
- les lycées (facultés) ;
- la Société nationale des sciences et des arts, chargée de la direction générale de l'enseignement et de la formation des enseignants. Pour Condorcet, la création d'une société autonome permettait de garantir une formation des enseignants indépendante du pouvoir royal[4].

De ce plan de Condorcet, Bancal des Issarts avait proposé en 1792 de ne conserver que les établissements du premier degré, les écoles primaires, et ceux du degré supérieur, les lycées. Il voulait que les établissements du niveau intermédiaire ne soient pas financés par la Nation. Cependant, à la place des neuf lycées prévus par Condorcet pour toute la France, il a demandé la création d'un lycée par département et leur donnait le nom d'« école centrale ».
Le comité d'instruction publique a repris la proposition de Bancal des Issarts après le 9 thermidor mais en la transformant pour en faire les « instituts  » demandés par Condorcet. Le 26 frimaire an III, Joseph Lakanal a exposé dans un rapport le programme de ces écoles centrales : la physique, la chimie, l'anatomie, l'histoire naturelle, les belles-lettres, les langues anciennes, les langues modernes, la législation, l'agriculture, le commerce, les arts et métiers, les mathématiques, le dessin.
Le 7 ventôse an III (25 février 1795) la Convention a adopté le décret relatif aux écoles centrales.

## La loi du 3 brumaire an IV
Les écoles centrales sont créées par un décret du 25 février 1795 modifié ensuite par le titre II de la loi Daunou du 3 brumaire an IV (25 octobre 1795) sur l'organisation de l'instruction publique. 
L'article 1er prévoit de constituer une école par département mais les articles 10 à 12 autorisent l'établissement d'« écoles centrales secondaires » pour les villes qui ne sont pas chef-lieu de département et qui disposent déjà d'un collège, à condition que l'établissement soit financé par la commune. 
L'enseignement est divisé en trois sections (art. 2) durant sans doute chacune deux ans, puisque les élèves sont admis dans la première à 12 ans, dans la deuxième à 14 et dans la troisième à 16 (art. 3). À chacune de ces sections correspond un certain nombre de disciplines. Pour la première, l'enseignement comprend le dessin, l'histoire naturelle, les langues anciennes et, dans certains cas et après autorisation du gouvernement, les langues vivantes. 
La deuxième section était purement scientifique, avec les mathématiques, ainsi que la physique et la chimie expérimentales. 
Enfin, la troisième section d'enseignement comprend la grammaire, les belles-lettres, l'histoire et la législation. 
Les professeurs de ces écoles seront choisis par un « jury d'instruction » (art. 5). Ils pourront au besoin être révoqués à l'initiative du jury, mais le Directoire doit donner son accord pour toute révocation (art. 6). Leur traitement fixe est celui d'un administrateur de département (art. 7) mais ils touchent une part de la rétribution scolaire payée par les familles à raison de 25 livres par an maximum (art. 8). 
L'article 4 oblige chaque école centrale à disposer d'une bibliothèque publique, d'un jardin, d'un cabinet d'histoire naturelle et d'un cabinet de sciences expérimentales (c'est-à-dire un laboratoire). 

## Mise en place des écoles centrales
Les écoles centrales se sont installées petit à petit. Dans de nombreuses villes, les locaux de l'ancien collège ont été réutilisés pour installer l'école. Pour constituer la bibliothèque, les administrations ont regroupé les bibliothèques de district. 
Dès juin 1797, on compte une centaine d'écoles centrales dont 68 sont en pleine activité. 
En 1802, on compte une école centrale dans les quatre-vingt-quinze villes suivantes : Agen, Aix, Ajaccio, Alby, Alençon, Amiens, Angoulême, Angers, Anvers, Arras, Aubusson, Auch, Autun, Auxerre, Avranches, Bayeux, Beauvais, Besançon, Bordeaux, Bourg, Bourges, Bruges, Bruxelles, Caen, Cahors, Carcassonne, Carpentras, Chalons, Chambéry, Charleville, Chartres, Châteauroux, Chaumont, Clermont-Ferrand, Colmar, Cologne, Dijon, Dole, Épinal, Évreux, Fontainebleau, Gand, Gap, Grenoble, Laval, Le Puy, Liège, Lille, Limoges, Luçon (actuel lycée Atlantique), Luxembourg, Lyon,  Maastricht, Le Mans, Mayence, Mende, Metz, Montélimar, Mons, Montpellier, Moulins, Namur, Nancy, Nantes, Nevers, Nice, Niort, Nîmes, Orléans, Pau, Périgueux, Perpignan, Poitiers, Quimper, Rennes, Rodez, Roanne, Rouen, Saint-Brieuc, Saint-Flour, Saint-Girons, Saint-Sever, Saintes, Soissons, Strasbourg, Tarbes, Toulon, Toulouse, Tournon, Tours, Troyes, Tulle, Vannes, Vendôme, Verdun, Versailles, Vesoul. 
À Paris, il était projeté d'établir cinq écoles centrales pour tenir compte de l'importance de la population. En fait, trois seulement voient le jour : 
- l'école centrale du Panthéon[13] (futur lycée Henri-IV), établie dans l'ancienne abbaye de Sainte-Geneviève;
- l'école centrale des Quatre-Nations[14] établie dans l'ancien collège des Quatre-Nations (futur palais de l'Institut de France), puis dans l'ancien collège du Plessis;
- l'école centrale de la rue Saint-Antoine (futur lycée Charlemagne) établie dans l'ancienne maison professe de Paris.

Le lycée de la Chaussée-d’Antin, actuel lycée Condorcet, est fondé en 1803 à l'emplacement du couvent des Capucins construit par Brongniart en 1780-1783.

## La fin des écoles centrales
Ces écoles centrales suscitent des critiques, qui apparaissent notamment dans l'enquête lancée en 1801 par le ministre de l'Intérieur Jean-Antoine Chaptal. Les principaux reproches exprimés sont une mauvaise coordination avec l'enseignement primaire, le manque d'éducation morale et religieuse, la liberté excessive laissée aux élèves. Surtout, les écoles centrales paraissent peut-être trop révolutionnaires au goût du nouveau régime bonapartiste. 
La loi du 11 floréal an X (1er mai 1802) supprime les écoles centrales et les remplace, pour les plus importantes, par des lycées entretenus par l'État et pour les autres, par des écoles secondaires ou collèges, financés par les communes ou de manière privée (c'est-à-dire par les familles). 
Les bibliothèques des écoles centrales seront attribuées aux communes par une décision du 28 janvier 1803. Les fonds de ces bibliothèques constituent souvent une part des documents anciens des bibliothèques municipales classées.